# 何伟 (1964年)
何伟（1964年2月—），女，汉族，甘肃庆阳人，中华人民共和国政治人物。

## 生平
何伟于1981年7月自甘肃省林业学校林业专业毕业。1984年9月加入中国共产党。曾任中共武威市委常委、组织部长，中共武威市委副书记，武威市政协主席，甘肃省旅游发展委员会党组书记、主任。
2018年，何伟跻身副部级干部，当选为甘肃省人民政府副省长。2023年，当选为甘肃省政协副主席，不再担任甘肃省副省长。